# 강원도립극단
강원도립극단(江原道立劇團)은 2013년 11월 1일에 대한민국 강원특별자치도에서 창단한 도립 연극 단체이다. 본부는 강원도 춘천시 안마산로 89 4층에 있다.

## 개설
2013년 11월 1일 강원도 문화 진흥과 도민들의 문화 향유 제공, 강원 연극의 발전, 2018년 평창 동계 올림픽을 성공적인 문화 올림픽으로 개최하기 위해 출자출연기관 형식으로 설립되었다. 조직은 이사장에 강원도 경제부지사, 단체장에 예술감독, 행정 사무국장에 강원도 문화예술과 파견 공무원, 공연기획실장, 홍보기획PD, 제작PD, 사무단원, 객원단원 등 7명으로 이루어져 있다.

## 미션
연극작품 창작과 인재양성을 통해 강원특별자치도 연극예술 발전을 선도하고 강원도민에게 연극 향유 기회를 제공함으로써 강원특별자치도 연극 관객 저변을 확대하고 궁극적으로 강원특별자치도 문화예술 진흥에 이바지 한다.

## 비전
세대를 초월한 살아잇는 연극, 도민의 일상을 깨우다.

## 연원 및 변천
초대 예술감독은 극작가 출신이자 연극배우로도 활동중인 선욱현이었으며 현재 2대 예술감독으로 용인문화재단 이사장 등을 역임한 김혁수가 극단을 이끌고 있다. 초대극단의 정원은 예술감독, 예술부장, 사무처장과 강원도 문화예술과 파견 공무원 2명이었으나 2018년 홍보단원, 2019년 제작PD와 행정사무단원 정원을 확대시켰다. 또한 2020년에는 비상임 단원과 연수단원을 선발하여 객원배우단원을 운영하고 있다. 창단 이후 강원특별자치도내 무료 순회공연을 진행했으나 강원특별자치도민의 관람문화 인식 개선과 민간 극단과의 상생을 위해 일부 강원특별자치도 지역을 시작으로 유료공연을 운영하고 있다.

## 기능과 역할
정기공연과 청소년뮤지컬, 폐광지역 공연, 국공립극단 페스티벌 공연 등 다양한 활동을 활발히 진행하고 있다. 강원연극협회, 서울연극협회와의 MOU를 통해 강원연극 발전 및 강원연극의 전국화를 위해 힘쓰고 있다. 주요공연은 다음과 같다.
- 2014년 창단공연 <허난설헌> 작_선욱현 / 연출_권호성
- 2015년 <DMZ 동화> 작_최재도 / 연출_선욱현 / 협력연출_변유정
- 2016~2018년 퓨전코믹극 <메밀꽃 필 무렵> 원작_이효석 / 극본_정범철 / 연출_윤정환
- 2017 <아버지 이가 하얗다>   작_선욱현 / 연출_강영걸
- 2018년 <달봉이> 작_이선희 / 연출_정범철
- 2018~2019년 뮤지컬 <메밀꽃 필 무렵> 원작_이효석 / 극본_진남수 / 연출_권호성
- 2019년~2020년 <월화-신극,달빛에 물들다> 총괄디렉터_양정웅 / 작_한민규 / 연출_이치민
- 2019년 청소년뮤지컬 <샤우팅!-꿈꾸는 청춘> 작_김혁수 / 각색·연출_변유정
- 2020년 <다녀왔습니다> 작_김민정 / 연출_김낙형
- 2020년 <로미오와 줄리엣> 작_윌리엄셰익스피어 / 연출_김혁수 / 협력연출_김정훈
- 2021년 어린이음악극 <안녕, 팥쥐!> 작·연출_박툴 / 공연감독_권혁미
- 2021년 <소매각시> 작_김래임 / 연출_김혁수
- 2021년 극영화 <강원도> 연출_박기용
- 2021년 강원도립극단·극단무소의뿔 협력제작 <안티고네> 원작_소포클레스 / 재구성·연출_정은경
- 2022년 뮤지컬 <유정, 봄을 그리다>  작·연출_김혁수
- 2022년 강원도립극단·극단이륙 협력제작 뮤지컬 <무궁화 꽃이 피었습니다>  작·연출_안중형 / 각색_송현진
- 2022년 <잠의 사탄이 앞에 나타나 달아나야 해 갖다놔 더 강한 카페인>  작·연출_손기주

## 의의와 평가
강원도립극단은 강원특별자치도 소재를 바탕으로 하는 새로운 작품의 창작 및 도내 순회 공연에 주력하여 강원도민에게 연극 공연을 관람하는 기회를 부여하는 데  노력하고 있다. 더불어 배우술훈련과 강원 배우 대상의 작품 제작 등을 통해 강원 예술인 육성에 힘쓰며 <월화>의 도내 및 서울 공연을 통해 역량강화 및 도립극단 위상 제고에 기여했다.